# MedDRA
ICH（医薬品規制調和国際会議）のサブスクリプション製品であるMedDRA（メドラ、Medical Dictionary for Regulatory Activities）は、市販前（前臨床研究～第III相臨床試験）から市販後（ファーマコビジランスまたは第IV相臨床試験）までの薬事プロセスにおいて、規制当局やバイオ・医薬品業界が安全性情報のデータ入力、検索、評価、提示のために使用する、臨床的に検証された国際的な医学用語辞書・類語辞典である。また、有害事象分類辞書でもある。
MedDRAの最初のバージョンは、1999年に英語と日本語でリリースされた。
現在、MedDRAは、中国語、チェコ語、オランダ語、フランス語、ドイツ語、ハンガリー語、イタリア語、韓国語、ポルトガル語、ブラジルポルトガル語、ロシア語、スペイン語にも翻訳されている。
多くの国や地域では、バイオ・医薬品会社が安全性報告のためにMedDRAを使用することが義務付けられている。また、煙草や化粧品を含む他の多くの業界でも、健康上の有害事象を把握するためにMedDRAの使用が始まっている。
ICHの全ての規制メンバーは、5年以内にMedDRAを導入することが期待されている。
2020年現在、以下のICH規制メンバーがMedDRAを導入している：EC（欧州）、FDA（米国）、HSA（シンガポール）、保健省（カナダ）、MHLW/PMDA（日本）、スイス医薬品局（スイス）、TFDA（中華台北）。
ICH規制メンバーによるMedDRAの導入状況に関する情報は、ICHのウェブサイトで更新されている。
MedDRA は国際的に広く使用されており、125か国以上の6,800以上の組織が加入している。各組織は、そのユーザー数に関わらず、MedDRAのサブスクリプションは1つで済む。

## MedDRAのビジョン
ICH は、MedDRAを開発し、継続的に維持することにより、ヒトが使用する医薬品に関するデータの規制上の伝達や評価に使用できる、単一の標準化された国際的な医学用語を通じて、臨床情報の交換を促進することに努めている。その結果、MedDRAは、医薬品の開発ライフサイクルの全段階における登録、文書化、安全性監視に使用できるように設計されている。標準化された単一の用語は、規制当局、産業界、その他の利害関係者にいくつかの明確な利点をもたらす。
- 1つの用語集から別の用語集へのデータ変換の必要性がなくなり、データの損失や歪みを防ぎ、リソースの節約が可能となる
- 効果的な分析、交換、意思決定のために利用できるデータの利便性、品質、適時性の向上
- 効果的な相互参照とデータの分析を可能にする、医薬品の開発のさまざまな段階における用語の一貫性
- 医薬品に関連するデータの電子的交換の促進

## MedDRAのバージョン
作成開始 - 1994年10月、英国の用語集「MEDDRA Version 1.0」が基礎として採用され、更なる発展・充実のためにICH M1 専門家作業部会が結成された。
- 他に取り入れられた用語集[9]:スライド20：米国COSTART、HARTS、国際疾病分類第9版（ICD-9）、ICD-9CM、日本医薬品副作用用語集（J‐ART）、WHO‐ART

バージョン 1.0（αテスト版） - 1996年2月、製薬会社および三極（日米欧）規制当局がテスト開始。
バージョン 2.0 - 1997年7月。用語集名称が MedDRA（Medical Dictionary for Regulatory Activities）と決定する。
バージョン 2.1（初期バージョン） - 1999年3月リリース。英語版：MedDRA国際維持管理機関（MSSO）から、日本語版：日本MedDRA維持管理機関（JMO）から。
その後2年間は 年4回、その後は 年2回（3月と9月）更新されている:スライド21。
2024年4月時点ではバージョン27.0である。

## 辞書の構成
MedDRA辞書は5段階の階層で構成されている。最も高い、または幅広いレベルは器官別大分類（System Organ Class、SOC）であり、さらに高位グループ語（High-Level Group Terms、HLGT）、高位語（High-Level Terms、HLT）、基本語（Preferred Terms、PT）、そして最後に最も細かい下層語（Lowest Level Terms、LLT）に分かれている:7。さらに、MedDRA辞書には、MedDRA標準検索式（Standardized MedDRA Queries、SMQs）が含まれている。SMQsは、定義された医学的状態や関心のある分野に関連する用語のグループである。
SMQは、ファーマコビジランスや臨床開発において、医薬品の安全性に関する問題を調査するための第一歩として、MedDRAでコーディングされたデータの検索を容易にするために開発されたものである。
現在、100以上のSMQが作成されている。必要に応じて追加のSMQが作成される。
個々の症例は通常、最も具体的なレベル（LLT）でデータ入力のためにコード化され、件数や症例の出力は通常、PTレベルで行われる。上位のレベル（HLT、HLGT、SOC）と SMQ は、検索や出力の整理、集計に使用される。

## MedDRAの階層構造
5つのレベルの階層は、それぞれのレベルで上位と下位の用語と連結されている。上位の用語は、それにリンクされている下位の用語を表現するより広範なグループ化された用語である。このように階層的なレベルは、用語集の垂直方向のリンクを表している。
階層構造は、データを柔軟に検索したり、データを判り易く表示したりするための重要なメカニズムである。この用語集は5つのレベルで構成されており、必要とされる具体性のレベルに応じて、特定のグループまたは広範なグループによってデータを検索するためのオプションを提供している。また、LLTレベルでは、最大の具体性が得られる。
この用語集は、正式な分類法として開発されたものではないため、器官別大分類（SOC）以下の階層の各レベルは、SOC毎に特異性または精度（granularity）が異なる場合がある。高位語（HLT）と高位グループ語（HLGT）は、臨床的に関連性のある用語をグループ化することで、データの検索と表示を容易にしている。MedDRAでは、HLTとHLGTを総称して「グループ化用語」と呼んでいる:6。
27の器官別大分類（SOC）は、相互に排他的ではない並行軸を表している。この特徴は「多軸性」と呼ばれ、1つの用語が複数のSOCで表現されたり、異なる分類（病因や症状部位など）でグループ化されたりすることで、異なるデータセットでの検索や表示が可能となる。グループ化のための用語は、用語集の中で予め定義されており、データ入力担当者が入力中に選択するものではない。逆に、用語集は、データ入力用の用語を選択するとより上位の階層にあるグループ化用語が自動的に割り当てられるように構成されている。MedDRAでは用語の多軸リンクが予め設定されており、データ検索時にどのSOCを選択しても、包括的で一貫性のあるデータ検索が可能である。
MedDRA 27.0（2024年3月）での収録語数は(p9)、
- SOC - 27語 
  - 内訳は、下記のとおりである[12](pp11-12)。
    1. 感染症および寄生虫症
    2. 良性、悪性および詳細不明の新生物（嚢胞およびポリープを含む）
    3. 血液およびリンパ系障害
    4. 免疫系障害
    5. 内分泌障害
    6. 代謝および栄養障害
    7. 精神障害
    8. 神経系障害
    9. 眼障害
    10. 耳および迷路障害
    11. 心臓障害
    12. 血管障害
    13. 呼吸器、胸郭および縦隔障害
    14. 胃腸障害
    15. 肝胆道系障害
    16. 皮膚および皮下組織障害
    17. 筋骨格系および結合組織障害
    18. 腎および尿路障害
    19. 妊娠、産褥および周産期の状態
    20. 生殖系および乳房障害
    21. 先天性、家族性および遺伝性障害
    22. 一般・全身障害および投与部位の状態
    23. 臨床検査
    24. 傷害、中毒および処置合併症
    25. 外科および内科処置
    26. 社会環境
    27. 製品の問題
- HLGT – 337語
- HLT – 1,738語
- PT – 26,409語
- LLT – 88,345語

である。

## MedDRAの管理
MedDRA は階層的、多軸的、多言語的であり、定期的に更新され、MSSO（Maintenance and Support Services Organization）によって厳密に管理されている。ICHはMedDRAの知的財産権（所有権）を有している。
MedDRA は、世界中の全ての規制当局、学識経験者、医療従事者、非営利団体が自由に利用できる。サブスクリプション価格は、産業界の企業収益に応じて設定されている。日本の MSSO のカウンターパートは JMO（Japanese Maintenance Organization）と呼ばれる。
MSSOでは、4種類のサブスクリプションを提供している。
- 規制当局
- 非営利団体/非商用（医療図書館、教育機関、非営利活動を行う組織等）
- 商用
- システム開発者（MedDRAを利用するソフトウェア製品の開発者）

JMOでは、MSSOと異なる会員区分となっている。
- コア会員
- コア会員_アカデミア利用
- Web会員
- Web会員_アカデミア利用

MSSO/JMOは加入者からの変更要求に応じてMedDRAを更新する。例えば、まだMedDRAに存在しない新しい医学的概念の追加や、既存の概念の変更・修正などである。提出された変更要求に対する決定は、医療従事者からなる国際的なチームが、チームの一般的な合意に従って、グループ化されたカテゴリー内の用語をどのようにマッピングするかについて決定する。最終的な決定は、考慮すべき点の文書化、以前のデータへの影響、国際的な言語への配慮など、複数の要素に基づいて行われる。
MSSOとJMOは、年に2回、3月と9月にMedDRAのアップデート版をリリースする。英語版と日本語版は3月と9月の1日にリリースされ、その他の翻訳版は15日にリリースされる。3月のリリースは主要な年次リリースであり、HLTレベル以上の変更とLLTおよびPTの変更を含む。9月のリリースには、LLTおよびPTレベルの変更のみが含まれる。
MSSO/JMOは、ユーザーコミュニティ独自の視点や微妙なニーズを把握するために、ユーザーコミュニティからのフィードバックを頻繁に取り入れている。これらの意見は、MSSO/JMOがMedDRAを適宜変更するのに有用である。
世界の規制当局が規制する製品の範囲を拡大するにつれ、それに対応して、規制当局からの要請に先立ってMedDRAを積極的に使用することが増加している。このような拡大に伴い、多くの製品タイプに適用されるMedDRAの用語も増加している。バージョン19.0では、SOCの27番目の「製品の問題」が追加されたことで、医療機器の問題のみならず、製品の品質、供給、流通、製造、品質システムの問題に対してもMedDRAが使用され始めた。

## 関連事項
- 日本医薬品副作用用語集
- COSTART（英語版）
- SNOMED（英語版） （SNOMED-CT（英語版）：国際医療用語集[23]）
- WHO-ART（英語版）
- 英国医薬品・医療製品規制庁（MHRA）
- 疾病及び関連保健問題の国際統計分類（ICD）
- 医学用語集
- 臨床試験
- ファーマコビジランス（英語版）

## 参考資料
https://www.meddra.org/how-to-use/support-documentation?current
1. ↑  Lenita Lindström-Gommers and Theresa Mullin "International Conference on Harmonization: Recent Reforms as a Driver of Global Regulatory Harmonization and Innovation in Medical Products"
2. ↑  Health Canada, Canada "About the Medical Dictionary for Regulatory Activities"
3. ↑  “Welcome to MedDRA”.   MedDRA MSSO. 2021年4月6日閲覧。
4. ↑  “Adverse events reporting in clinical trials” (英語). HSA. 2021年3月21日閲覧。
5. ↑  Canada, Health (2010年11月16日). “About the Medical Dictionary for Regulatory Activities”. aem. 2021年3月21日閲覧。
6. ↑  M1 MedDRA Terminology Content is copied from this source, which is © ICH. It may be used, reproduced, incorporated into other works, adapted, modified, translated or distributed under a public license provided that ICH's copyright is acknowledged.
7. 1 2  "Vision for MedDRA" Content is copied from this source, which is © ICH. It may be used, reproduced, incorporated into other works, adapted, modified, translated or distributed under a public license provided that ICH's copyright is acknowledged.
8. ↑  “MedDRA”. www.meddra.org. 2021年4月6日閲覧。
9. 1 2  “MedDRAおよびMedDRA/Jの概要”.   一般財団法人 医薬品医療機器レギュラトリーサイエンス財団. 2021年4月6日閲覧。
10. ↑  “MedDRA”. www.meddra.org. 2021年4月6日閲覧。
11. ↑  “What are the structural elements of the terminology in MedDRA?”. MedDRA FAQ. 2012年1月25日閲覧。
12. 1 2 3  “ICH国際医薬用語集（MedDRA）バージョン27.0手引書”.   ICH. 2024年4月30日閲覧。
13. ↑  "Standardized MedDRA queries" Content is copied from this source, which is © ICH. It may be used, reproduced, incorporated into other works, adapted, modified, translated or distributed under a public license provided that ICH's copyright is acknowledged.
14. ↑  “MedDRA標準検索式（SMQ）手引書 MedDRAバージョン27.0”.   ICH. 2024年4月30日閲覧。
15. ↑  "Understanding MedDRA : The Dictionary for Regulatory Activities" Content is copied from this source, which is © ICH. It may be used, reproduced, incorporated into other works, adapted, modified, translated or distributed under a public license provided that ICH's copyright is acknowledged.
16. 1 2 3  “MedDRA”. www.meddra.org. 2024年4月30日閲覧。
17. ↑  “最新情報 MedDRA バージョン 27.0”.   meddra.org. 2024年4月30日閲覧。
18. ↑  "Multilingual MedDRA" Content is copied from this source, which is © ICH. It may be used, reproduced, incorporated into other works, adapted, modified, translated or distributed under a public license provided that ICH's copyright is acknowledged.
19. ↑  "Accessing MedDRA" Content is copied from this source, which is © ICH. It may be used, reproduced, incorporated into other works, adapted, modified, translated or distributed under a public license provided that ICH's copyright is acknowledged.
20. ↑  Introductory Guide MedDRA Version 23.0 March 2020. Content is copied from this source, which is © ICH. It may be used, reproduced, incorporated into other works, adapted, modified, translated or distributed under a public license provided that ICH's copyright is acknowledged.
21. ↑  “MedDRA”. www.meddra.org. 2021年4月6日閲覧。
22. ↑  “Japanese Maintenance Oraganization”. www.pmrj.jp. 2021年4月6日閲覧。
23. ↑  柏木 公一 (7 2008). “国際医療用語集SNOMED-CTの成立と概要，日本への影響”. 情報管理 51 (4):  243-50 2021年4月6日閲覧。.